# 神様の横顔
『神様の横顔』（かみさまのよこがお）は、朔ユキ蔵による日本の青年漫画。『月刊モーニングtwo』にて、2015年6月号から2016年6月号まで連載。

## 書誌情報
- 朔ユキ蔵 『神様の横顔』 講談社〈モーニングKC〉、全3巻
  1. 2015年12月22日発売 ISBN 978-4-06-388546-0
  2. 2016年4月22日発売 ISBN 978-4-06-388606-1
  3. 2019年6月21日発売 ISBN 978-4-06-516109-8